# Accidentul nuclear de la Cernobîl
Accidentul nuclear de la Cernobîl a fost un accident major în centrala nucleară, pe data de 26 aprilie 1986 la 01:23 noaptea, care s-a compus dintr-o explozie a centralei, urmată de contaminarea radioactivă a zonei înconjurătoare. Centrala electrică se afla la 51°23′23″N 30°5′58″E / 51.38972°N 30.09944°E, în apropiere de orașul Prîpeat‎‎, Ucraina. Acest dezastru este considerat ca fiind cel mai grav accident din istoria energiei nucleare. Un nor de precipitații radioactive s-a îndreptat spre părțile vestice ale Uniunii Sovietice, Europei și părțile estice ale Americii de Nord. Suprafețe mari din Ucraina, Belarus și Rusia au fost puternic contaminate, fiind evacuate aproximativ 336.000 de persoane. Circa 60 % din precipitațiile radioactive cad în Belarus, conform datelor post-sovietice oficiale.
Accidentul a pus în discuție grija pentru siguranța industriei sovietice de energie nucleară, încetinind extinderea ei pentru mulți ani și impunând guvernului sovietic să devină mai puțin secretos. Statele independente de astăzi – Rusia, Ucraina și Belarus - au fost supuse decontaminării continue și substanțiale. E dificil de estimat un număr precis al victimelor produse de evenimentele de la Cernobîl, deoarece secretizarea din timpul sovietic a îngreunat numărarea victimelor. Listele erau incomplete și ulterior autoritățile sovietice au interzis doctorilor citarea „radiație” din certificatele de deces. O eventuală tentativă de decelare a contribuției radiației emise din cauza accidentului la mortalitatea prin cancer în populația fostei Uniuni Sovietice e complicată de faptul că nu se cunoaște cu precizie nici măcar incidența naturală a multor tipuri de cancer, arhivistica medicală în U.R.S.S. fiind, în mod vădit, extrem de primitivă, atât înainte cât și după accident. Pernicioasei și proverbialei secretomanii a regimului sovietic i se adaugă deci, pentru a complica și mai mult o eventuală tentativă de estimare cu o precizie satisfăcătoare a numărului de victime afectate, în timp, de cancer, ca urmare a radioactivității emise cu ocazia accidentului, o serie de alți factori precum imposibilitatea determinării precise a dozei încasată de diversele segmente demografice afectate (deplasarea norului radioactiv n-a fost monitorizată și anunțată populației deasupra căreia acesta se afla la fiecare moment, drept pentru care oamenii nu s-au putut proteja, rămânând în case, pentru a diminua contaminarea și doza încasată), realitatea geopolitică fluidă (migrație internă și emigrație a populației potențial afectată) produsă de dezintegrarea statului sovietic, complicația adusă de o creștere a incidenței cancerului în populația fostei Uniuni Sovietice din alte motive decât radioactivitatea produsă de accident, ca urmare a degradării condițiilor sociale și de viață ale populației după dezintegrarea federației: după dezintegrarea statului sovietic, pe fondul sărăcirii populației și ca urmare a liberalizării comerțului și publicității la articole gen alcool și tutun, incidența maladiilor sociale gen alcoolismul și a comportamentelor de risc precum fumatul a crescut, fapt care a condus în mod natural și la creșterea incidenței bolilor provocate de acestea, printre care se află și cancerele (oral, gastric și hepatic, când e vorba de alcoolism, pulmonar și altele, când e vorba despre fumat). La populația care a intervenit inițial pentru limitarea consecințelor dezastrului (așa-numiții lichidatori), stresul provocat de teama de îmbolnăvire de cancer a indus uneori comportamente de risc care au condus la deces înainte ca un cancer, provocat sau nu de iradierea în timpul intervenției, să apară (cazul tânărului de 26 de ani Andrei Tarmosian, mort de ciroză, după 24 de ani de la accidentul de la Cernobîl, la vârsta de 50 de ani, ca urmare a consumului excesiv de alcool, este citat de anumiți autori).
Raportul Forului Cernobîl din anul 2005, condus de Agenția Internațională pentru Energie Atomică (AIEA) și Organizația Mondială a Sănătății (OMS), a atribuit 56 de decese directe (47 de lucrători și 9 copii cu cancer tiroidian) și a estimat că mai mult de 9.000 de persoane dintre cele aproximativ 6,6 de milioane foarte expuse pot muri din cauza unei forme de cancer. Raportul a citat 4.000 de cazuri de cancer tiroidian între copiii diagnosticați în 2002.
Deși în zona de excludere Cernobîl anumite perimetre restrânse vor rămâne închise, majoritatea teritoriilor afectate sunt acum deschise pentru stabilizare și activitate economică.

## Centrala nucleară
CAE Cernobîl (51°23′14″N 30°06′41″E / 51.38722°N 30.11139°E) se află în apropiere de orașul Prîpeat‎‎, Ucraina, la 18 km nord-vest de orașul Cernobîl, la 16 km - sud de frontiera ucraino-belarusă și aproximativ 110 km nord de Kiev. Centrala era compusă din patru reactori de tip RBMK-1000, fiecare capabil de producerea a 1 GW de putere electrică. Construirea centralei a început în anii 1970, cu reactorii nr. 1 (pus în funcțiune în anul 1977), nr. 2 (pus în funcțiune în 1978), nr. 3 (pus în funcțiune în 1981) și nr. 4 (cel la care a avut loc accidentul nuclear, pus în funcțiune în 1983). Alți doi reactori erau în construcție la momentul exploziei din 1986, construcția acestora fiind sistată și ulterior abandonată, după dezastru.

## Accidentul
Sâmbătă, 26 aprilie 1986, la 01:23:44, reactorul nr. 4 a suferit o explozie catastrofală a corpului de generare a aburului sub presiune din componența acestuia, care a declanșat un incendiu, o serie de explozii adiționale și scurgeri radioactive. Accidentul poate fi considerat ca o versiune extremă a accidentului SL-1 în Statele Unite din 1961, unde centrul reactorului a fost distrus (omorând trei oameni), radioactivitatea răspândindu-se direct în interiorul clădirii unde se afla SL-1. În timpul accidentului de la Cernobîl însă, aceasta a fost dusă prin vânt spre frontierele internaționale.
Accidentul de la Cernobîl a injectat în atmosfera terestră de 400 de ori mai mult material radioactiv decât cel de la Fukushima (Japonia), de câteva ori cantitatea de material radioactiv corespunzătoare bombelor de la Hiroshima și Nagasaki, dar de o miime până la o sutime (în funcție de izotopul evaluat) față de emisiile atmosferice ale testelor nucleare de suprafață a armamentului nuclear testat la nivel mondial până la interzicerea efectuării acestora în atmosferă.

### Planuri
La data de 25 aprilie 1986, pe lumină, reactorul nr. 4 a fost programat pentru a fi închis pentru întreținere. S-a decis folosirea acelei ocazii ca o oportunitate pentru controlarea capacității generatorului turbinei de a produce putere electrică suficientă pentru alimentarea sistemelor de siguranță ale reactorului (mai ales pompele de apă) după pierderea puterii externe. Tipul RMBK al reactorului are nevoie de apă care să circule continuu prin centru, atâta vreme cât combustibilul nuclear este prezent. Reactorii Cernobîlului au avut o pereche de generatoare diesel, disponibilă, dar aceasta nu se activează imediat – reactorul a fost, deci, pregătit pentru a reduce turația turbinei, punct la care ea ar fi fost deconectată și ar fi permis rotirea în inerție, scopul testului fiind verificarea ipotezei ca turbinele în faza extenuată pot genera putere pentru pompe. Testul a fost făcut cu succes la altă unitate (cu toate sistemele de siguranță active), având, însă, rezultate negative – turbinele nu au generat puterea suficientă, dar au fost făcute îmbunătățiri adiționale, ceea ce a determinat efectuarea altui test.

### Înainte de accident
Condițiile pentru începerea acestui test au fost pregătite pe lumină la data de 25 aprilie și producția de energie a reactorului a fost redusă spre 51 %. O stație locală de putere a fost închisă neașteptat. Coordonatorul rețelei electrice a Kievului a cerut amânarea scăderii aportului energetic al centralei în rețea, pentru acoperirea vârfului de consum al serii. Directorul centralei a consimțit și a amânat testul pentru mai târziu. Testul de siguranță a fost amânat până la schimbul de noapte, o echipă neexperimentată care ar fi trebuit să lucreze la reactorul nr. 4 noaptea aceea și următoarea.
La 11:00 noaptea, 25 aprilie, se permite închiderea reactorului pentru continuarea testului. S-a prevăzut ca din nominalul său de 3,2 GW energie, aducerea reactorului spre 0,7-1 GW, cu scopul de a efectua testul la cel mai jos nivel de putere recomandat. Oricum, noua echipă a fost surprinsă de amânarea anterioară a încetinirii reactorului și a urmat protocolul original al testului. Urmarea a fost reducerea prea rapidă a nivelului de putere. În acea situație, reactorul a produs mult 135Xe, care a scăzut și mai mult puterea (spre 30 MW - aproximativ 5 % din valoarea presupusă). Operatorii au crezut că scăderea rapidă a fost din cauza unui defect la unul dintre regulatoarele de putere, scăpând din vedere contaminarea reactorului. Cu scopul de a spori reactivitatea (neștiind că scăderea drastică a puterii este cauzată de absorbția în exces a neutronilor de 135Xe, au fost scoase barele de control din reactor în ciuda faptului că acest lucru este permis cu respectarea unor reguli stricte de siguranță. Totuși, puterea reactorului nu a crescut decât în jur de 200 MW, putere ce reprezenta mai puțin de o treime din minimul necesar pentru efectuarea experimentului. Mai mult, șeful echipei alege continuarea experimentului. Ca parte din experiment, la 1:05 a.m., pe 26 aprilie au fost pornite pompele de apă care erau acționate de turbina generatorului crescând debitul de apă peste specificațiile regulilor de siguranță. Debitul de apă crește spre ora 1:19 a.m. (în tot acest timp apa absorbind neutroni) și nivelul tot mai mare necesitând scoaterea manuală a barelor de control. Acest aspect produce o funcționare foarte instabilă, unde lichidul de răcire și 135Xe au substituit rolul barelor de control din reactor.

## Victime imediate și pe termen lung
În afară de cele câteva zeci de victime imediate ale exploziei și expunerii masive a personalului centralei și anumitor „lichidatori”, din cele câteva mii de copii care s-au îmbolnăvit de cancer tiroidian (un cancer tratabil), până în anul 2013, cel puțin 16 au murit. Incidența cancerului tiroidian a rămas însă mai ridicată chiar și în 2013 în anumite regiuni din Rusia, Ucraina și Belarus, asta la mai bine de două decenii de la accident. Numărul suplimentar (față de numărul normal la populația generală ne-expusă) de leucemii și limfoame apărute la cei care au intervenit pentru limitarea dezastrului („lichidatorii”) a fost mic, fapt care încurajează specialiștii să spere că în deceniile care vor urma, numărul suplimentar de tumori solide (cancerele mai cunoscute) va fi și el mic la aceștia (lichidatori), și asta cu atât mai mult la populația fostei Uniuni Sovietice care se presupune că a fost expusă ca urmare a contaminării solului și aerului pe traiectoria de deplasare a norului radioactiv. Până acum, studiile Organizației Mondiale a Sănătății nu au putut decela o creștere a incidenței tumorilor solide în populație, probabil pentru că expunerea fiind relativ mică, creșterea, câtă este, se „îneacă” sub micile variații naturale ale incidenței de fond. În cel mai rău caz se consideră că va avea loc o creștere de 1 % a prevalenței cancerelor în populație, un risc suplimentar aparent minor deci, în comparație cu prevalența naturală a cancerului în populație (care ea este de aproximativ 45 % (aproape unul din doi bărbați primește un diagnostic de cancer în decursul vieții) pentru bărbați și aproximativ 38 % pentru femei). Cifra procentuală aparent mică a creșterii prevalenței cancerelor, de numai 1 %, ascunde totuși o față mult mai puțin încurajantă a realității consecințelor accidentului, în măsura în care aceasta se traduce, în cifre absolute, în mai multe zeci de mii de indivizi care vor face probabil cancer și de asemenea vor muri, ca urmare a accidentului de la Cernobîl.

## Creșterea expunerii individuale în România
Ca urmare a accidentului de la Cernobîl, expunerea individuală a populației în România a crescut temporar de la 2,93 mSv pe an, în 1985, la 4,17 mSv pe an, în 1986. Contribuția în 1986 a expunerii publice (din cauza norului radioactiv de la Cernobîl) la expunerea individuală a fost de 1,25 mSv, expunerea naturală de 2,4 mSv, iar expunerea medicală a fost de 0,5 mSv. În anul următor (1987), expunerea publică (din cauza contaminării produse de accidentul de la Cernobîl) a fost de 0,4 mSv, pentru a reveni în următorii doi ani la cifrele normale de după 1963 (anul semnării de către S.U.A., U.R.S.S. și Marea Britanie a tratatului prin care s-a interzis efectuarea de teste de suprafață ale armelor nucleare), de aproximativ 0,02 mSv (înaintea semnării, expunerea publică în România era de 0,4 mSv !).
Teritoriul RSSM-ului a fost contaminat cu cesiu-137 în proporție de 0,2% din suprafața totală, adică 60 km2, înregistrându-se 37-185 kBq/m2. 

### Documente
Documente sursă referitoare la situații de urgență, publicate în surse neoficiale:
- Technological Regulations on operation of 3 and 4 power units of Chernobyl NPP (in force at the moment of emergency)
- Tables and graphs of some parameters variation of the unit before the emergency